# Tiara de la Reina Maria
La Tiara de la reina Maria és una de les peces més conegudes i importants de la col·lecció britànica de joies reials.
La tiara fou un regal de les noies de Gran Bretanya i Irlanda als ducs de York en el moment de les seves noces l'any 1893. Els ducs serien en el temps els reis Jordi V del Regne Unit i la reina Maria de Teck.
Originalment era coronada per perles però amb el temps aquestes foren substituïdes per diamants. La joia fou regalada per la reina Maria a la seva neta la reina Elisabet II del Regne Unit amb motiu del seu casament amb el príncep Felip de Grècia l'any 1947.